# شهرستان خوینیتسه
شهرستان خوینیتسه (به لاتین: Chojnice County) یک شهرستان در لهستان است که در استان پومرانی واقع شده‌است.

## خصوصیات
شهرستان خوینیتسه ۱٬۳۶۴٫۲۵ کیلومترمربع مساحت و ۹۱٬۵۸۵ نفر جمعیت دارد.